# Wang (Ping)
Carica Wang (kineski: 王皇后, osobno ime nepoznato) (8. pr. Kr. – 23.), formalno carica Xiaoping (孝平皇后), a za vrijeme dinastije Xin vojvotkinja udovica od Ding’ana (定安太后), potom princeza Huanghuang (黃皇室主), bila je kineska carica iz dinastije Han, poznata kao posljednja carica Zapadne dinastije Han. 
Bila je kći regenta Wang Manga, koji ju je dao udati za dijete-cara Pinga. Iako je u pitanju bio politički brak koji je trebao konsolidirati Mangovu vlast, mlada carica je bila odana svom mužu, a još više carskoj dinastiji. Zbog toga ju kineski povjesničari opisuju kao tragičnu osobu, duboko nezadovoljnu svojim ocem koji je dao otrovati njenog muža, a potom svrgnuo dinastiju kako bi uspostavio svoju. 
Kada su se seljaci pobunili protiv Manga, opsjeli prijestolnicu Chang'an i zapalili carsku palaču, carica se sama bacila u plamen.